# Малайский жестовый язык
Мала́йский же́стовый язы́к (малайск. Bahasa Isyarat Malaysia) — жестовый язык, использующийся глухими Малайзии. У малайского жестового языка много диалектов, варьирующих от штата к штату.
Малайский жестовый язык разрабатывался Министерством образования с 1978, хотя являлся калькирующим устную речь, а после основания в 1998 году Малайской федерации глухих жестовый язык стал активно распространяться. Его предком является амслен, однако они взаимонепонятны и считаются отдельными языками. Послужил, в свою очередь, базой для индонезийского жестового языка.
До создания малайского жестового языка глухие говорили на пинангском, селангорском и домашних жестовых языках. Домашние жестовые языки местных китайцев, возможно, находятся под влиянием китайского жестового языка, хотя это может быть этностереотипом.